# Бурсік (гора)
Бурсік (англ. Mount Bursik) — гора в Антарктиді, найвища вершина піків Соголт та гірського хребта Герітедж у південній частині гір Елсворта, висотою — 2500 метрів. Розташована у землі Елсворта в Західній Антарктиді.

## Історія
Гора була відкрита експедицією Геологічної служби Сполучених Штатів Америки в рамках дослідження гір Елсворта у 1961-1966 роках. Вивчалась польовими обстеженнями та аерофотозйомкою військово-морського флоту Сполучених Штатів. Консультативний комітет з антарктичних назв назвав гору на честь капітана ВМС США Влада Дон Бурсіка (1918-1973). Бурсик у 1966 році був заступником командувача морських операцій під час виконання «Програми ВМС США з освоєння Антарктики».